# IIIe siècle
Voir aussi : Liste des siècles, Chiffres romains
Le IIIe siècle (ou 3e siècle) commence le 1er janvier 201 et finit le 31 décembre 300.

## Événements

### Afrique
- Vers 250 : Sembrouthes, roi d’Aksoum (Éthiopie)[1]. Un prince au nom hellénisé en Sembrouthès, Roi des Rois des Axoumites (première apparition de la titulature impériale), dédie au IIe ou IIIe siècle une stèle en langue grecque à Décca-Maharé, site d'un important sanctuaire[2]. Vers la même époque, un roi axoumite inconnu fait graver une stèle bilingue en guèze et en grec, le Monumentum Adulitanum (en), transcrite au VIe siècle par le marchand Cosmas Indicopleustès qui nous renseigne sur le royaume d’Aksoum, alors à son apogée, grâce au contrôle du commerce dans la Mer Rouge, et de ses relations avec ses voisins[3]. Vers 270-300, Endubis est le premier roi d’Aksoum à frapper ses propres monnaies, imitées du système monétaire romain[4].

### Amérique
- 200-900 :
  - période maya classique en Amérique centrale[5].
  - période classique de la civilisation zapotèque centrée sur Monte Albán, alors à son apogée[6].
- 200-700 : développement de la civilisation de Tiahuanaco dans les Andes.

### Asie et Pacifique
- Vers 200 : communautés chrétiennes attestées dans le sud de l'Inde[7].
- 220 : fin de l'empire Han en Chine.
- Vers 225-250 : règne de Bappadeva, premier roi de la dynastie Pallava[8]. Chassée de l'Ouest par Gautamiputra au siècle précédent, elle domine la région de Madras en Inde (IIIe siècle-IXe siècle). Elle crée de nombreux ports sur la côte de Coromandel, commerce avec Ceylan et la Malaisie.

### Proche-Orient
- 224 : les Sassanides font tomber la dynastie des Arsacides et règnent en Iran.
- Il existe plusieurs centres chrétiens en Arménie. Le christianisme y a été introduit par les apôtres Barthélemy et Thaddée (saint Jude), disciples de Jésus-Christ. Le christianisme devient religion d’État entre 301 et 313[9].

### Europe
- Début de la transgression marine Dunkerque II. La mer se réinstalle dans la plaine maritime flamande et l'habitat côtier recule de plusieurs dizaines de kilomètres. Elle est suivie au VIIIe siècle par la régression carolingienne[10].
- 193-235 : dynastie des Sévères à Rome[11].
- 235-285 : crise de l'Empire romain ; la période dite de l'anarchie militaire est marquée par les invasions barbares, les guerres civiles, les révoltes armées, sécessions de provinces. Chute du limes de Germanie. Redressement à la fin du siècle (voir aussi tétrarchie).
- 238 : les Goths, partis des rives de la Vistule, atteignent la mer Noire[12].
- 249-250 : persécution de Dèce contre le christianisme.
- 267-269 : poussée des peuples germaniques sur les Balkans ; Goths, Gépides, Hérules, Bastarnes. Premières mentions des Eruli (Hérules), grands experts en runes, présent du Danemark (Jylland) à la mer Égée, par la Russie et la mer Noire.

Le graffiti du Paedagogium.

- Un graffiti découvert en 1857 sur les murs du Paedagogium du mont Palatin à Rome, daté du début du IIIe siècle, représente une caricature du Christ, dessiné crucifié avec une tête d'âne, avec à côté un personnage en prière et la légende en grec : « Alexamenos adore son dieu »[13].

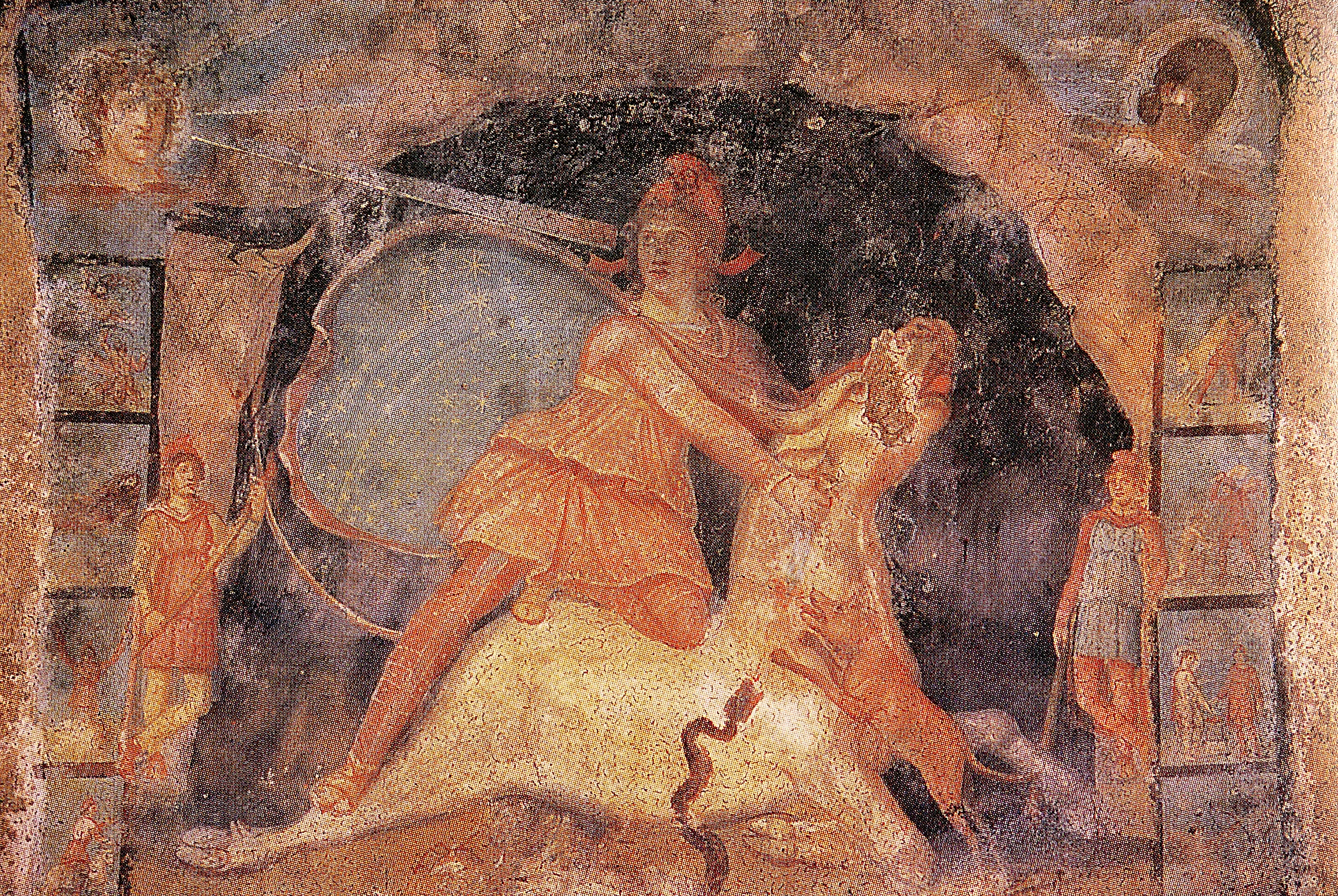
Mithra et le taureau, fresque de Doura Europos, fin /début IIIe siècle.

- Le culte de Mithra, venu d’Iran, se répand en occident parmi les marchands et les soldats romains qui ont servi en Asie[14].
- La découverte d’une inscription sur la pierre tombale d’une jeune fille juive appelée Salomonula, datée du IIIe siècle, à Abdera (Adra), au sud de Grenade (Espagne), atteste la présence d’une communauté juive en Espagne[15].
- Une inscription sur une feuille d'or de deux centimètres de côté découverte en 2006 dans la tombe d'un enfant à Halbturn en Autriche, atteste la présence d’une communauté juive en Pannonie.
- La culture de Tcherniakov (important site près de Kiev), issue de la culture de Przeworsk, apparait sur les terres du nord de la mer Noire au début du siècle, du bas Danube au Donets ; société métissée, elle se compose de Scytho-Sarmates, de Goths, de Slaves et de Thraces[16]. Poteries grises ou noires aux motifs polis, outils de fer, parures et objet importés de l’Empire romain. Elle disparaît vers 400 avec l’arrivée des Huns.

## Personnalités significatives
- Chefs politiques et militaires :
  - Rome :
    - Empereurs :
      - Septime Sévère (146 - 211), règne de 193 à 211.
      - Caracalla (188 - 217), règne de 211 à 217.
      - Macrin (-), règne de 217 à 218.
      - Héliogabale (203 - 222), règne de 218 à 222.
      - Sévère Alexandre (208 - 235), règne de 222 à 235.
      - Maximin Ier le Thrace (173 - 238), règne de 235 à 238.
      - Gordien III (225 - 244), règne de 238 à 244.
      - Philippe l'Arabe (204 - 249), règne de 244 à 249.
      - Valérien (195 - 260), règne de 253 à 260.
      - Gallien (218 - 268), règne de 253 à 268.
      - Aurélien (214 - 275), règne de 270 à 275.
      - Probus (232 - 282), règne de 276 à 282.
      - Dioclétien (244 - 311), règne de 284 à 305.
      - Maximien Hercule (250 - 310), règne de 286 à 305.

  - Chine :
    - Royaume de Wei :
      - Cao Cao (155 - 220), écrivain, poète et seigneur de guerre.
      - Sima Yi (179 - 251), stratège et homme politique.
      - Cao Pi (187 - 226), empereur fondateur du royaume de Wei.
      - Deng Ai (197 - 254), général.
      - Cao Rui (204 - 239), empereur.
      - Sima Shi (208 - 255), général, homme politique et régent.
      - Sima Zhao (211 - 265), général, un homme politique et un régent.
      - Zhong Hui (225 - 264), écrivain, général et homme politique.
      - Sima Yan (236 - 290), empereur fondateur de la dynastie Jin.

    - Royaume de Shu :
      - Huang Zhong (148 - 220), général.
      - Liu Bei (161 - 223), empereur fondateur du royaume de Shu.
      - Zhang Fei (167 - 221), général.
      - Zhao Yun (168 - 229), général.
      - Ma Chao (176 - 222), général.
      - Zhuge Liang (181 - 234), stratège militaire et homme politique.
      - Guan Yu (192 - 219), général.

    - Royaume de Wu :
      - Sun Quan (182 - 252), empereur fondateur du royaume de Wu.

  - Autre :
    - Ardachir Ier ( - 241), fondateur de l'empire sassanide.
    - Postum ( - 269), empereur des Gaules.
    - Odénat (220 - 267), empereur de Palmyre.
    - Zénobie (240 - 274), impératrice de Palmyre.
    - Trieu Thi Trinh (226 - 248), chef résistante vietnamienne contre la Chine.
    - Fàn Shīmàn, roi du Fou-nan.

- Littérature, science et philosophie :
  - Rome :
    - Papinien (142 - 212), jurisconsulte et préfet du prétoire.
    - Dion Cassius (155 - 235), historien et homme politique.
    - Marius Maximus (160 - 230), biographe et homme politique.
    - Jules l'Africain (160 - 240), historien.
    - Claude Élien (175 - 235), écrivain, historien, orateur et zoologiste.
    - Plotin (205 - 270), philosophe néoplatonicien.

  - Grèce :
    - Alexandre d'Aphrodise (150 - 215), philosophe de l'école péripatéticienne.
    - Hérodien (170 - 250), historien.
    - Ammonios Saccas (175 - 242), philosophe et fondateur de l'école néoplatonicienne de Rome.
    - Diophante d'Alexandrie (200 - 284), mathématicien.
    - Dexippe (210 - 278), historien, militaire et homme politique.
    - Longin (213 - 273), philosophe et rhéteur.
    - Jamblique (245 - 325),  philosophe néoplatonicien.
    - Porphyre de Tyr (234 - 305), philosophe néoplatonicien.
    - Zosime de Panopolis, alchimiste égyptien.

  - Chine :
    - Cao Zhi (192 - 232), écrivain et poète.
    - Ma Jun (200 - 265), ingénieur et inventeur.
    - Ruan Ji (210 - 263), écrivain et poète.
    - Xi Kang (223 - 262), musicien, poète et philosophe.
    - Pei Xiu (224 - 271), cartographe, géographe et homme politique.
    - Liu Hui (225 - 295), mathématicien.
    - Wang Bi (226 - 249), philosophe taoïste et fondateur du Xuanxue.
    - Chen Shou (233 - 297), historien.
- Religion :
  - Papes :
    - Zéphyrin ( - 217), règne de 199 à 217.
    - Fabien (200 - 250), règne de 236 à 250.
    - Caïus ( - 296), règne de 283 à 296.

  - Autres :
    - Clément d'Alexandrie (150 - 215), théologien chrétien et chef de l'école théologique d'Alexandrie.
    - Tertullien (155 - 240), écrivain et théologien chrétien.
    - Hippolyte de Rome (170 -235), antipape, écrivain, savant, théologien et martyr chrétien.
    - Origène (184 - 253), écrivain et théologien chrétien.
    - Cyprien de Carthage (200 - 258), évêque de Carthage.
    - Mani (216 - 274), prophète et fondateur du Manichéisme.